# Мурашкин, Яков Андреевич
Я́ков Андре́евич Мура́шкин (13 мая 1917 — 26 августа 1946) — советский лётчик-истребитель, участник Великой Отечественной войны, командир эскадрильи 111-го гвардейского истребительного авиационного полка (10-я гвардейская истребительная авиационная дивизия, 10-й истребительный авиационный корпус, 2-я воздушная армия, 1-й Украинский фронт), гвардии капитан.
Герой Советского Союза (23 февраля 1945), Гвардии майор.

## Биография
Родился 13 мая 1917 года в селе Большой Мичкас ныне Нижнеломовского района Пензенской области в семье крестьянина. Русский. Член ВКП(б) с 1944 года. Окончил 9 классов.
В Красной Армии с 1936 года. В 1939 году окончил 1-ю Качинскую Краснознамённую военную авиационную школу пилотов имени А. Ф. Мясникова. Служил в 13-м истребительном авиационном полку Забайкальского военного округа.
Участник Великой Отечественной войны с июня 1941 года. Сражался на Южном, Сталинградском, Закавказском, Северо-Кавказском, снова Южном, Воронежском, 1-м и 4-м Украинских фронтах. Воевал на истребителях ЛаГГ-3, Ла-5, Ла-7. Был легко ранен.
Гвардии капитан Мурашкин к августу 1944 года совершил 214 боевых вылетов, в 40 воздушных боях сбил 16 самолётов противника.
Звание Героя Советского Союза с вручением ордена Ленина и медали «Золотая Звезда» (№ 7921) гвардии капитану Мурашкину Якову Андреевичу присвоено 23 февраля 1945 года.
К 19 марта 1945 года командир эскадрильи 111-го гвардейского истребительного авиационного полка гвардии капитан Я. А. Мурашкин совершил 230 успешных боевых вылетов, проведя более 50 воздушных боёв, лично сбил 16 самолётов противника. В этот день был сбит огнём зенитной артиллерии и после вынужденной посадки попал в плен. Освобождён был после Победы.
По прошествии войны продолжал служить в ВВС. Гвардии майор Мурашкин погиб в авиационной катастрофе 26 августа 1946 года.

## Память
- Бюст Героя установлен в родном селе.
- В городе Нижний Ломов Пензенской области, на Аллее славы герою установлена памятная доска.
- Похований на міському цвинтарі міста Мукачевого.https://uk.wikipedia.org/wiki/Мурашкін_Яків_Андрійович

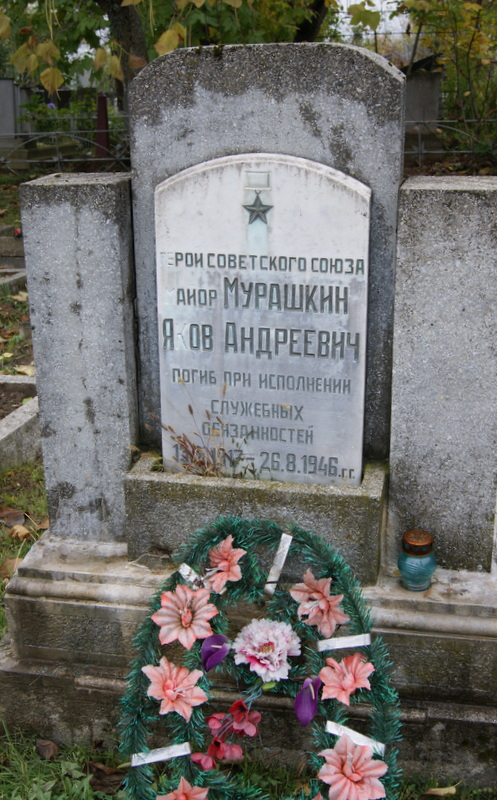
Могила Якова Мурашкина.

## Награды
- Медаль «Золотая Звезда» Героя Советского Союза (№ 7921).
- Орден Ленина.
- Два ордена Красного Знамени.
- Орден Александра Невского.
- Орден Отечественной войны I степени.
- Медали.